# Rodolfo Silva
Rodolfo Silva Barbosa (Bogotá, 19 de septiembre de 1965) es un actor de teatro, cine y televisión colombiano. Es reconocido por haber hecho parte de Escobar, el patrón del mal.

## Filmografía

### Televisión
| Año       | Tìtulo                                | Personaje                            |
| --------- | ------------------------------------- | ------------------------------------ |
| 1999-2004 | Pandillas, guerra y paz               | Capucho                              |
| 2001      | Pedro el escamoso                     | Dr Freydell                          |
| 2006      | Regreso a la guaca                    |                                      |
| 2007-2008 | Nadie es eterno en el mundo           | Roberto                              |
| 2008      | El cartel                             | Omar Godoy 'Navaja'                  |
| 2009      | Aquí no hay quién viva                | Invitado                             |
| 2009      | Inversiones el ABC                    |                                      |
| 2009      | El ultimo matrimonio feliz            | Juez                                 |
| 2009-2010 | Las detectivas y el Víctor            |                                      |
| 2009-2010 | Pandillas,guerra y paz II             | Misael                               |
| 2010      | Amor sincero                          | Coronel Boris Corrales               |
| 2011      | Pobres Rico                           | Gilberto Chamorro                    |
| 2012      | La mariposa                           |                                      |
| 2012      | Escobar, el patrón del mal            | Alberto Escobar Gaviria "El Peluche" |
| 2013      | Tres Caínes                           | Gonzalo Rodríguez Gacha              |
| 2013      | Alias el Mexicano                     | Cabo Abril                           |
| 2013      | La Madame                             | Barragán                             |
| 2014      | La viuda negra                        | Coronel Ronderos                     |
| 2015      | Lady, la vendedora de rosas           | Olegario Pérez                       |
| 2017      | Narcos                                | Beltre                               |
| 2017      | Infieles                              | Juan Carlos Ep: Cuerpos perfectos    |
| 2018      | Garzón vive                           | Comandante Gerardo Angarita          |
| 2019      | Las muñecas de la mafia 2             | Peto                                 |
| 2019      | Bolívar                               | Pedro Saldarriga                     |
| 2020      | Operación pacifico                    | Sargento Mayor Gustavo Yepes         |
| 2020      | El general Naranjo                    | Francisco Arboleda                   |
| 2020      | Verdad oculta                         | Jhonny Zurria                        |
| 2020      | Decisiones: unos ganan, otros pierden | Efrain Rodriguez                     |
| 2021      | Interiores                            | J.M Pinilla                          |
| 2021      | El Cartel de los Sapos: el origen     | Ignacio "Nacho" Sotomayor            |
| 2021      | Bailar                                | Locutor                              |
| 2021      | Las flores de la guerra               | Fiero                                |
| 2021      | La nieta elegida                      |                                      |
| 2022      | Reputación                            | Zorro                                |
| 2022      | Te la dedico                          |                                      |
| 2022      | Entre sombras                         |                                      |
| 2023      | El abrazo que no te di                | [ 5 ]                                |
| 2024      | Klass 95                              | Coronel Sanabria                     |
| 2024-2025 | Darío Gómez, el rey del despecho      | Horacio Arcila                       |

## Cine
| Año  | Tìtulo             | Personaje         |
| ---- | ------------------ | ----------------- |
| 2012 | Operación E        | Comandante Álvaro |
| 2017 | El paseo de Teresa | Dueño prendería.  |
| 2022 | Sana que sana      |                   |